# Blepisanis incensa
Blepisanis incensa är en skalbaggsart som beskrevs av Francis Polkinghorne Pascoe 1871. Blepisanis incensa ingår i släktet Blepisanis och familjen långhorningar. Inga underarter finns listade.